# Diputación Provincial de Badajoz
La Diputación Provincial de Badajoz es el órgano de gobierno y la administración autónoma de la provincia de Badajoz, según lo dispuesto en la Ley Reguladora de las Bases del Régimen Local y en el Estatuto de Autonomía de Extremadura. Fue creada a partir de la división territorial de España de 1833, que para este caso estableció una provincia con capital en la ciudad de Badajoz.  Su presidente es Miguel Ángel Gallardo (PSOE de Extremadura).

Antiguo escudo o logo del Ayuntamiento de Badajoz y de la Diputación Provincial de Badajoz.

La Diputación de Badajoz celebrará el Día de la Provincia de Badajoz el 26 de abril.

## Funciones
La función primordial de la Diputación es la de prestar los servicios que no pueden ser gestionados por parte de los municipios, especialmente los más pequeños, y que no son atendidos directamente por las administraciones regional y nacional. Los órganos de gobierno de la Diputación Provincial son el presidente, los tres vicepresidentes, la Junta de Gobierno y el Pleno.

## Composición
| Actual distribución de la Diputación tras las elecciones municipales de 2023 | Actual distribución de la Diputación tras las elecciones municipales de 2023 | Actual distribución de la Diputación tras las elecciones municipales de 2023 | Actual distribución de la Diputación tras las elecciones municipales de 2023 | Actual distribución de la Diputación tras las elecciones municipales de 2023 |
| Partido político                                                             | Votos                                                                        | %                                                                            | Diputados                                                                    |                                                                              |
| ---------------------------------------------------------------------------- | ---------------------------------------------------------------------------- | ---------------------------------------------------------------------------- | ---------------------------------------------------------------------------- | ---------------------------------------------------------------------------- |
| Partido Socialista Obrero Español de Extremadura (PSOE-E)                    | 258.142                                                                      | 42,27%                                                                       | 16                                                                           |                                                                              |
| Partido Popular de Extremadura (PPE)                                         | 231.274                                                                      | 37,87%                                                                       | 11                                                                           |                                                                              |

### Distribución de escaños por partidos judiciales
| Partido judicial        | PSOE | PP | Diputados |
| ----------------------- | ---- | -- | --------- |
| Almendralejo            | 2    | 1  | 3         |
| Badajoz                 | 3    | 4  | 7         |
| Castuera                | 1    |    | 1         |
| Don Benito              | 1    | 1  | 2         |
| Fregenal de la Sierra   | 1    |    | 1         |
| Herrera del Duque       | 1    |    | 1         |
| Jerez de los Caballeros |      | 1  | 1         |
| Llerena                 | 1    |    | 1         |
| Mérida                  | 3    | 2  | 5         |
| Olivenza                | 1    |    | 1         |
| Villanueva de la Serena | 1    | 1  | 2         |
| Zafra                   | 1    | 1  | 2         |
| Total                   | 16   | 11 | 27        |